# Ricky Harris (Schauspieler)
Ricky Harris (* 5. Oktober 1962 in Long Beach, Kalifornien; † 26. Dezember 2016 in Los Angeles, Kalifornien) war ein US-amerikanischer Schauspieler und Komiker.

## Leben
Ricky Harris wuchs im kalifornischen Long Beach auf, wo er unter anderem den jungen Snoop Dogg kennenlernte. Er machte sich zunächst als Komiker in der HBO-Sendung Def Comedy Jam einen Namen. In den 1990er Jahren war er auch in der Westcoast-Hip-Hop-Szene aktiv und arbeitete mit Rappern wie Snoop Dogg, Ice Cube und Dr. Dre zusammen.
Später trat er auch in Filmen wie Poetic Justice und Murder Was the Case: The Movie in Erscheinung. Erste größere Nebenrollen übernahm er in Michael Manns Kriminalfilm Heat (1995) und Mikael Salomons Actionfilm Hard Rain (1998). Von 1996 bis 1998 übernahm er in sechs Folgen der Sitcom Moesha die Rolle des Javon 'J.W.' Willis. In Bones – Der Tod ist erst der Anfang war Harris 2001 an der Seite von Snoop Dogg und Pam Grier zu sehen und 2015 in der Komödie Dope.
2004 sprach er im Videospiel Grand Theft Auto: San Andreas verschiedene Rollen. Von 2006 bis 2008 spielte er eine Nebenrolle in der Sitcom Alle hassen Chris.
Am 26. Dezember 2016 starb er an einem Herzinfarkt. Ricky Harris war geschieden und Vater zweier Töchter.

## Filmografie (Auswahl)
- 1993: Poetic Justice
- 1995: Murder Was the Case: The Movie
- 1995: Tales from the Hood
- 1995: Heat
- 1996: High School High
- 1996–1998: Moesha (Fernsehserie, sechs Folgen)
- 1997: Ein Vater zuviel (Fathers’ Day)
- 1997: Millennium – Fürchte deinen Nächsten wie Dich selbst (MillenniuM, Fernsehserie, eine Folge)
- 1998: Kings
- 1998: Hard Rain
- 1999: Zwei Gangster heizen ein (Thick as Thieves)
- 1999: The Breaks
- 1999: Simon Sez
- 2001: Bones – Der Tod ist erst der Anfang (Bones)
- 2003: Fastlane (Fernsehserie, zwei Folgen)
- 2004: Woman Thou Art Loosed
- 2004: CSI: NY (Fernsehserie, eine Folge)
- 2005: Emergency Room – Die Notaufnahme (ER, Fernsehserie, eine Folge)
- 2005: Boss’n Up
- 2006–2008: Alle hassen Chris (Everybody Hates Chris, Fernsehserie, fünf Folgen)
- 2007: The Memory Thief
- 2007: This Christmas
- 2007: CSI: Miami (Fernsehserie, eine Folge)
- 2009: Dough Boys
- 2009: Mr. Sadman
- 2011: The Cape (Fernsehserie, eine Folge)
- 2012: Battlefield America
- 2012: Mid Life Gangster
- 2015: Dope
- 2015: A Royal Family Holiday (Fernsehfilm)
- 2015: Royal Family Christmas (Fernsehfilm)